# Pachino
Pachino település Olaszországban, Siracusa megyében. Lakosainak száma 21 714 fő (2023. január 1.). Pachino Ispica, Portopalo di Capo Passero és Noto községekkel határos.

## Népesség
A település népességének változása:
| Lakosok száma | 22 263 | 22 237 | 21 714 |
|               | 2017   | 2018   | 2023   |